# ششلول وبلی
ششلول وبلی (به انگلیسی: Webley Revolver) اسلحه کمری سازمانی امپراتوری بریتانیا و اتحادیه کشورهای همسود میان سال‌های ۱۸۸۷ تا ۱۹۶۳ میلادی بود.
از لحاظ مکانیزم پر کردن، وبلی به صورت کمرشکن باز شده و با باز شدن ناخن فشنگ‌کش پوکه‌ها را خالی می‌کرد. مشهورترین نسخه این سلاح ام‌کی ۶ (به انگلیسی: Mk VI) بود که در سال ۱۹۱۵ و در خلال جنگ جهانی اول تولید شد.

## نگارخانه

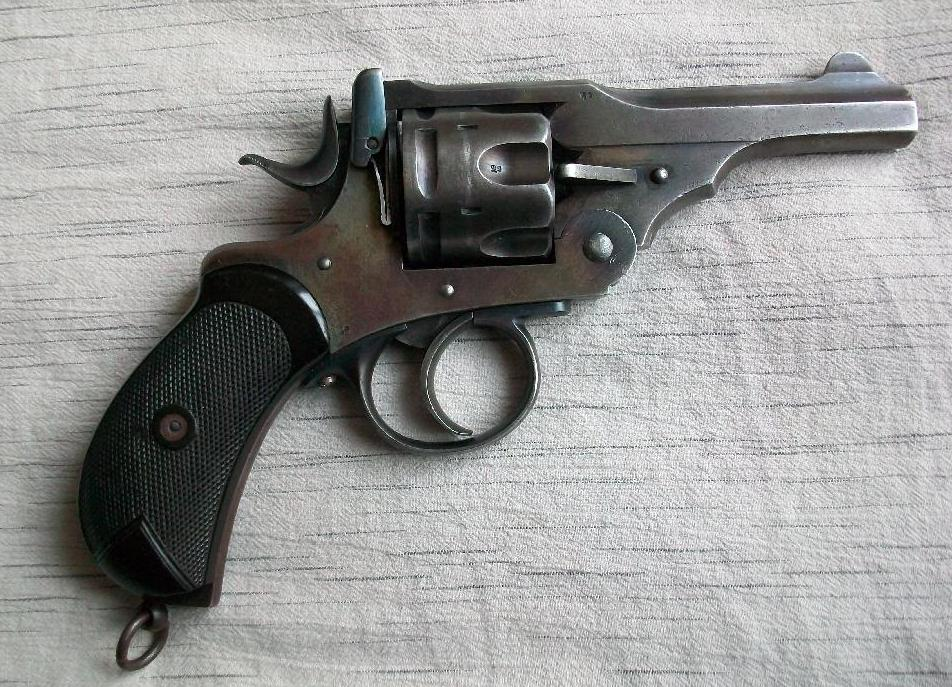
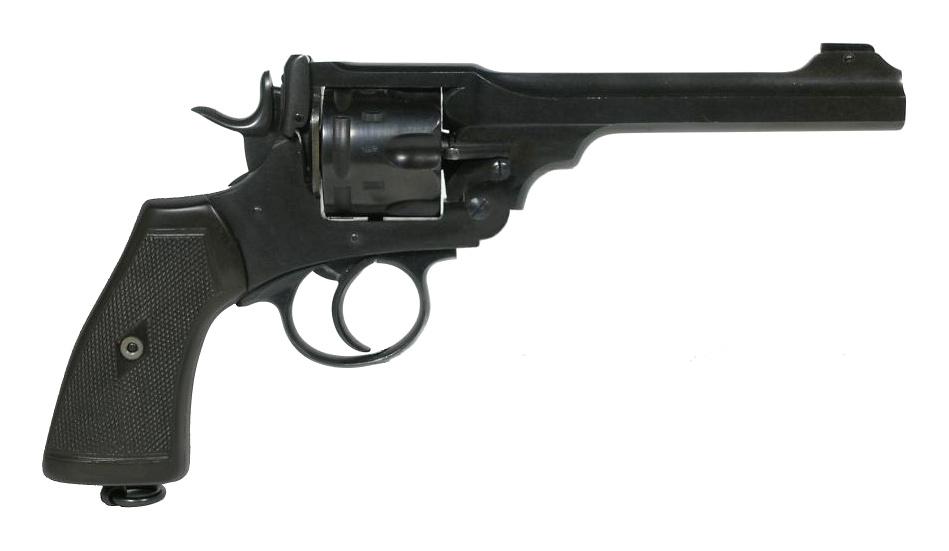
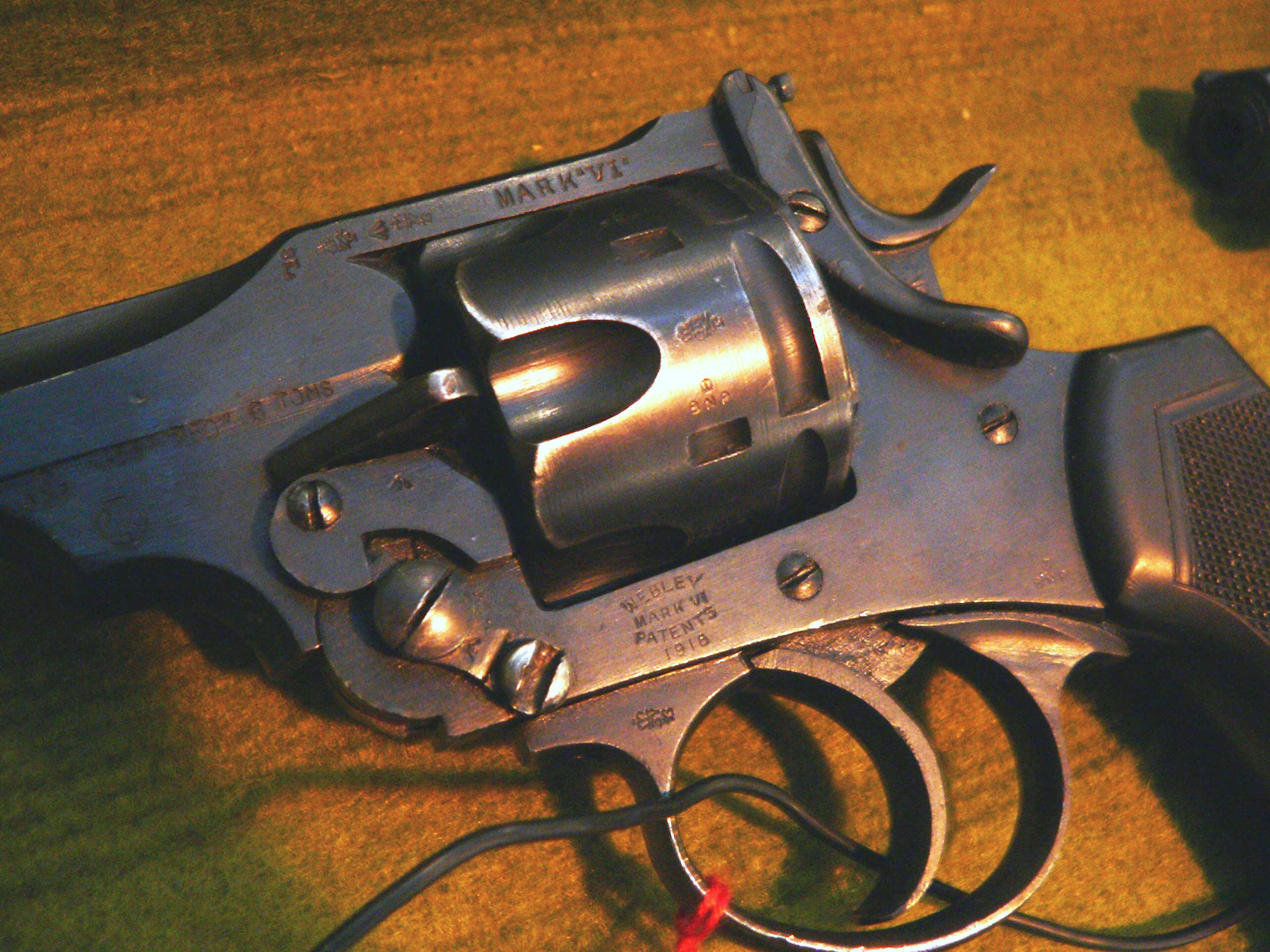
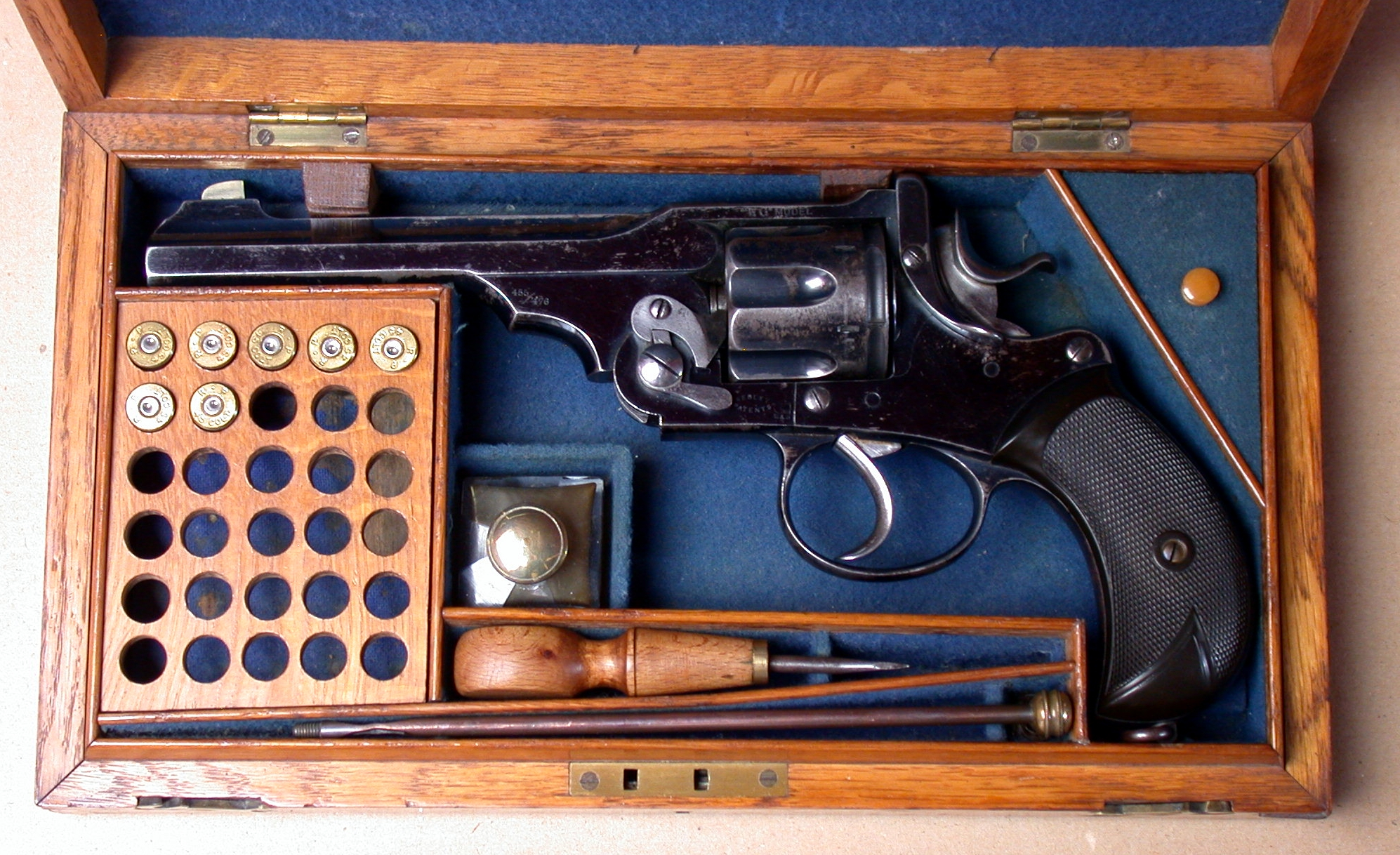
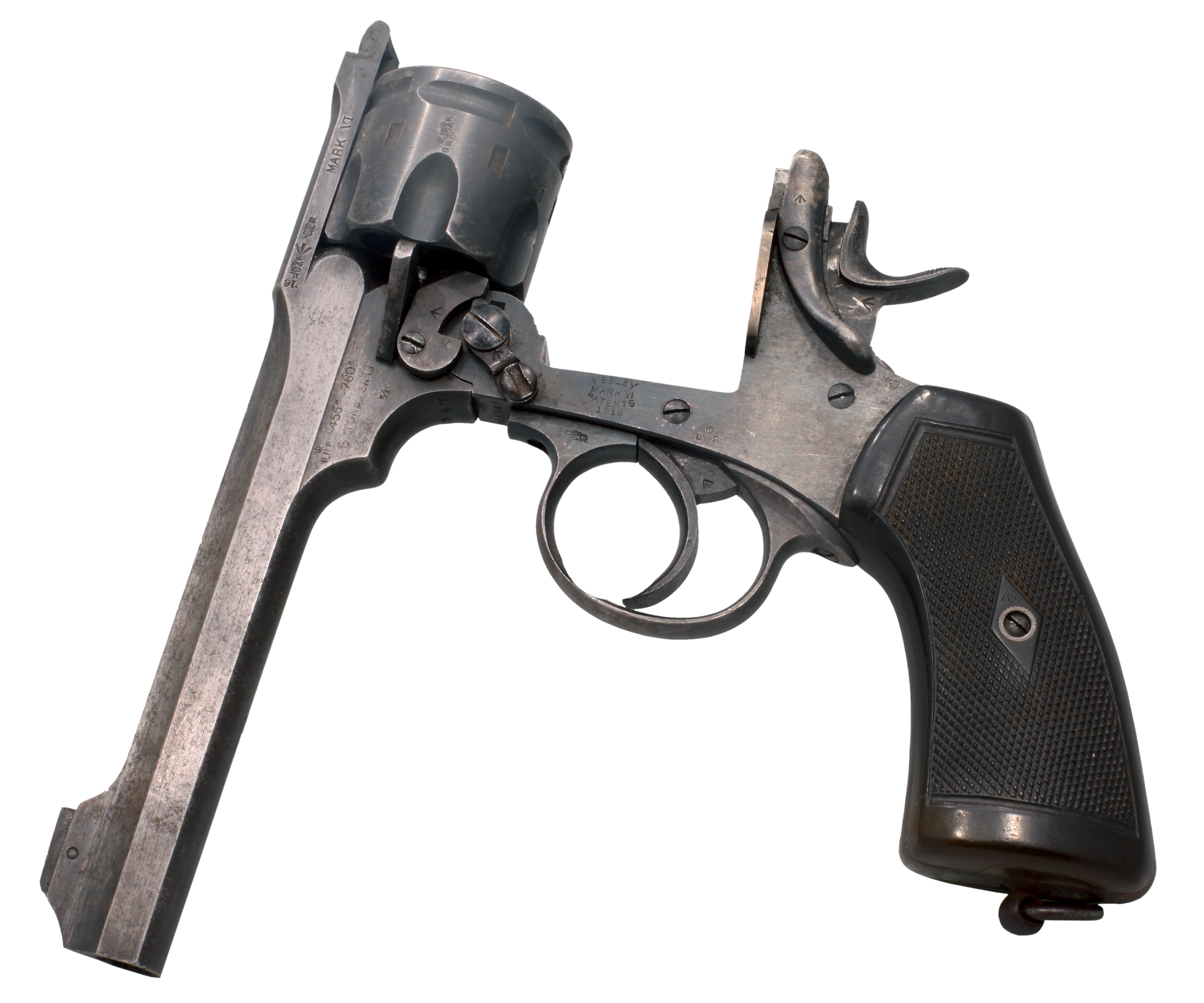
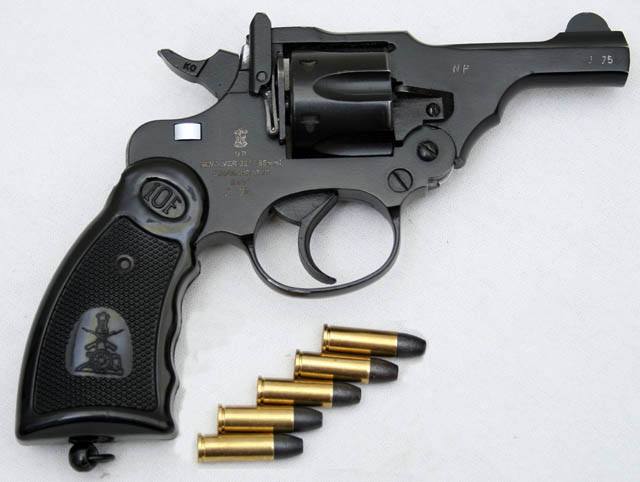
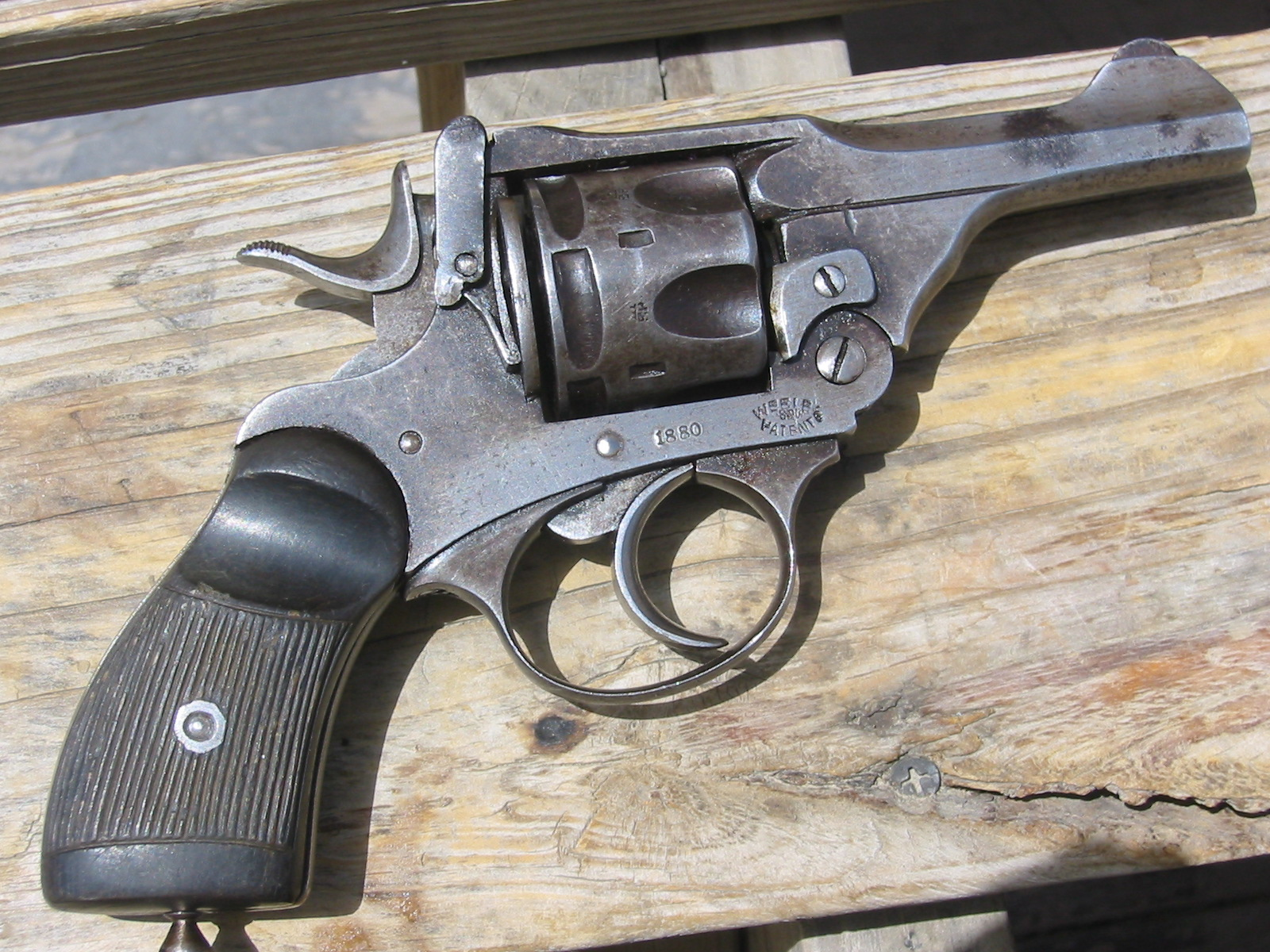
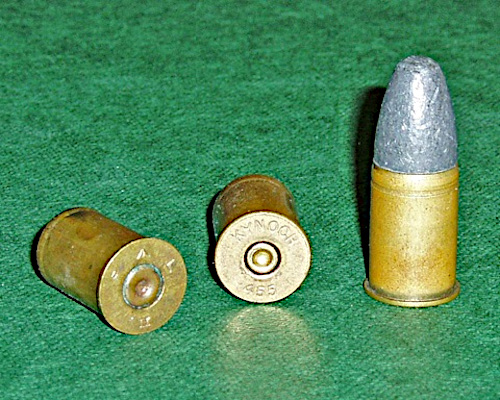
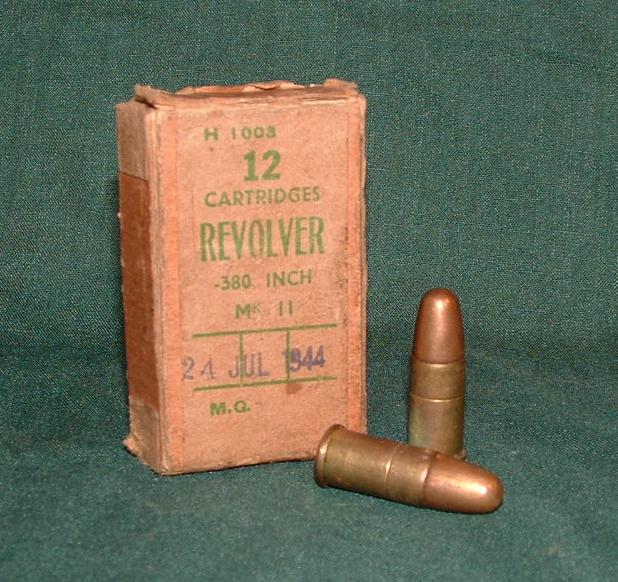

## به‌کاربرندگان
- امپراتوری بریتانیا[۱]
- هنگ کنگ
- هند
- جمهوری ایرلند
- اسرائیل
- لوکزامبورگ
- فیلیپین
- سنگاپور